# Бёме, Якоб
Я́коб Бёме (нем. Jakob Böhme; 24 апреля 1575, Альт-Зайденберг — 18 ноября 1624, Гёрлиц) — саксонский теософ, христианский мистик, стоявший у истоков протестантской софиологии — учения о «премудрости Божией».

## Биография

### Ранние годы
Якоб Бёме родился подданным Священной Римской империи 24 апреля 1575 года в исторической германо-польской области Верхняя Лужица, в городке Альт-Зайденберг (нем. Alt Seidenberg, ныне польский Stary Zawidów), близ Гёрлица. Его родители были свободными крестьянами-лютеранами, владевшими примерно 35 га земли. Якоб помогал родителям пасти домашнюю скотину и ходил в школу, где его научили читать и писать по-немецки. Затем учился сапожному делу и путешествовал как подмастерье.
В процессе самообразования изучал Библию в переводе Мартина Лютера, писания немецких мистиков, труды швейцарского алхимика Теофраста Парацельса (1493—1541); самостоятельно приобрёл большой объём знаний по натурфилософии, религиозной мистике и каббале.

### Активный период жизни
По возвращении из путешествия Якоб Бёме обосновался в Гёрлице, где 24 мая 1599 года он ходатайствовал и получил статус горожанина и сапожных дел мастера и открыл собственную мастерскую.
10 мая того же года он женился на дочери мясника Катарине (нем. Katharina Kuntzschmann).
В браке родилось четверо сыновей, первенец — 29 января 1600 года.
Первое видение
Именно в тот год (1600), на двадцать пятом году жизни, Якоб Бёме пережил видение, благодаря которому смог «проникнуть в сокровенные глубины природы», что явилось для него как указание свыше, определив — по его собственному признанию — все последующие направления его мысли.
Об этом видении нередко повествуют так: «Его разум просветился, когда он смотрел на оловянную вазу, в которой отразился солнечный свет», — что неверно из-за буквального перевода слов нем. Zinnvase (фр. vase d'étain) как «оловянная ваза» и игнорирования другого значения слова vase, когда речь идёт о человеке, как о сосуде — средоточии, вместилище каких-либо свойств, качеств или милости божьей, а также игнорирования расшифровки в тексте слова étain (zinn) как «l'état agréable jovial» (в приятном радостном состоянии). Его видением стало сверхъестественное Божественное откровение, перенёсшее его в самое сердце мироздания, где его пониманию открылся излучающий всякую жизнь центр, в глубине которого Источник, управляющий невидимыми лучами, связующими всё живое с Создателем.
Второе видение
В 1610 году Якобу Бёме открылось второе видение, принёсшее ему способность прямого общения со Святым Духом. Но только в 1612 году он впервые отважился открыть своё божественное знание людям, написав в период с января по май «Утреннюю зарю в восхождении» — своё первое произведение в рукописном виде. Впоследствии, уже после смерти Бёме, по совету издателя и верного последователя его учения, доктора Б. Вальтера, оно было названо также «Aurora» — «корень, или мать, философии, астрологии и теологии на верном основании». Текст повествует о «зарождении» Бога — являющимся божественным Духом вечной природы, а также о создании земного мира и всех существ на небесах и на земле.
12 марта 1613 года Якоб Бёме продаёт свою мастерскую и начинает заниматься торговлей пряжей, совместно с женой Катариной, что приносит ему свободу передвижения.
Его манускрипт «Утренняя заря» передаётся среди друзей из рук в руки и копируется.

### Зрелый период
Как только один из списков «Авроры», первого сочинения этого нового немецкого пророка и реформатора, попался на глаза гёрлицкого обер-пастора Грегора Рихтера, Бёме был по решению городского совета почти сразу же заключён под стражу, а потом даже изгнан на какое-то время из города. И хотя впоследствии ему было разрешено вернуться, он, однако, должен был дать обещание не браться более за перо.
В 1617 году, несмотря на непрекращающуюся опасность со стороны ортодоксального протестантского духовенства, он снова записывает откровения, подчиняясь внутреннему требованию и подталкиваемый близкими и сочувствующими: «Описание трёх принципов Божественной сущности» (1619), «О тройственной жизни человека» (1620), «О вочеловечивании Иисуса Христа» (1620).
В последующие четыре последних года своей жизни он тайком пишет многочисленные сочинения, среди которых «De Signature Rerum, или О рождении и обозначении всех существ» (1622), «Mysterium Magnum, или Великое Таинство» (1623), «О выборе милости» (1623).
В мае 1624 года, после очередных нападок со стороны влиятельного обер-пастора, Бёме откликается на дружеское приглашение саксонского курфюрста посетить Дрезденский двор, при котором, наконец, обретает высоких покровителей своего дела.
«Достаточно лишь зайти в книжные лавки Дрездена, — радостно сообщает он своим друзьям, — чтобы увидеть свидетельства новой Реформации, которая в богословском аспекте соответствует сделанным мной описаниям».
В августе 1624 года он заболел и 17 ноября, в 6 часов утра скончался — в возрасте 49 лет — в собственной постели в присутствии одного из сыновей. Согласно Франкебергу, он знал урочный час смерти заранее и воспринимал тот момент как переход в рай под звуки слышимой им, но не слышимой его сыном музыки.

## Убеждения
Прозванный современниками «тевтонским философом» (в те времена мистицизм не без основания называли «тевтонской философией»), Якоб Бёме, подобно Лютеру, считал, что спасение человека возможно не внешними добрыми делами и даже не внешним содействием Бога, но только внутренней верою сердца. Ибо без внутреннего, духовного перерождения (метанойа) верой благие дела не имеют никакого значения. Не абстрактная схоластическая учёность и тем более не внешняя власть людского авторитета, но лишь возрождение внутреннего человека способно на восстановление того вечного Начала, которое, согласно Бёме, было когда-то утрачено человеческим родом.
Бёме был убеждён, что христианство искажено учёными и богословами, папами и кардиналами. «Его можно было бы назвать христианским пантеистом, если бы сочетание двух этих слов не заключало бы в себе вопиющего противоречия» (из письма Ф. И. Тютчева к Д. Н. Блудову).
«Кто подменил, — пишет Бёме, — истинное, чистое, учение Христово и всегда и везде нападал на него? Учёные, папы, кардиналы, епископы и именитые люди. Почему мир следовал за ними? Потому что у них был важный, напыщенный вид и они величались перед миром: такой безумной блудницей стала поврежденная человеческая Природа. Кто вымел в немецкой земле из Церкви сребролюбие папы, его нечестие, мошенничество и обман? Бедный, презираемый монах. Какой властью или силою? Властью Бога Отца и силою Бога Духа Святого».
Однако к 1612 году, к моменту написания «Авроры», для Бёме стало уже вполне очевидно, что «повреждённая человеческая Природа» не в состоянии внутренне возродиться, особенно в условиях нарождающейся протестантской ортодоксии, к тому времени духовно иссякшего, «послеконкордийного» (1577) христианства.
«Что остаётся ещё скрытым? Истинное учение Христа? — полемически восклицает Беме. — Нет, но Философия и глубокая основа Божия, небесное блаженство, откровение о сотворении ангелов, откровение о мерзостном падении дьявола, откуда происходит зло, сотворение мира сего, глубокая основа и тайна человека и всех тварей в сем мире, последний суд и изменение мира сего, тайна воскресения мёртвых и вечной жизни».

## Труды

### Манускрипты
Список рукописных работ Якоба Бёме из сочинения «О жизни и смерти Якоба Бёме» барона Абрахама фон Франкенберга (1593—1652), лично знавшего Якоба Бёме в 1623—1624 годах.
1. лат. «Aurora» / нем. «Die Morgenröte im Aufgang» / рус. «Аврора», 1612; русское изд. 1914;
2. «De tribus principiis» / «Beschreibung der Drey Göttliches Wesens» / «О трёх принципах Божественной сущности», 1619;
3. «De triplici vita hominis» / «Von dem Dreyfachen Leben des Menschen» / «О троякой (тройственной) жизни человека», 1620;
4. «Psychologica vera» / «Vierzig Fragen von der Seelen» / «Истинная психология, или Сорок вопросов о душе», 1620;
5. «De incarnatione verbi» / «Von der Menschwerdung Jesu Christi» / «О вочеловечении Иисуса Христа»; «О воплощении Слова», 1620;
6. «Sex puncta theosophica» / «Von sechs Theosophischen Puncten» / «О шести теософских пунктах», 1620;
7. «Sex puncta mystica» / «Kurtze Erklärung Sechs Mystischer Puncte» / «О шести мистических пунктах», 1620;
8. «Mysterium pansophicum» / «Gründlicher Bericht von dem Irdischen und Himmlischen Mysterio»; нем. текст Архивная копия от 24 сентября 2015 на Wayback Machine / «О земном и небесном таинстве»; «Пансофское таинство», 1620;
9. «Informatorium novissimorum» / «Von den letzten Zeiten an P. Kaym» / «О последних временах», 1620;
10. «De signatura rerum» / «Von der Geburt und der Bezeichnung aller Wesen» / «О рождении и значении всего сущего», или «Значение всех вещей», 1621;
11. «О четырёх комплексиях [темпераментах]», 1621 (в изданиях — 9-я книга в сборнике сочинений Бёме — «Christosophia» / «der Weg zu Christo» / «Христософия, или Путь ко Христу»);
12. «Libri apologetici» / «Schutz-Schriften wider Balthasar Tilken»; изд. 1682, ч. 1 Архивная копия от 27 мая 2015 на Wayback Machine; ч. 2 Архивная копия от 27 мая 2015 на Wayback Machine / «Полемика с Бальтазаром Тилькеном», 1621;
13. «Antistifelius» / «Bedenken über Esaiä Stiefels Büchlein» / «Размышления о книжке Исайи Штифеля[нем.]», 1621;
14. «Об истинном покаянии», 1622 (1-я книга в сборнике «Христософия, или Путь ко Христу»);
15. «Об истинном самопредании», 1622 (4-я книга в сборнике «Христософия, или Путь ко Христу»);
16. «О возрождении», 1622 (6-я книга в сборнике «Христософия, или Путь ко Христу»);
17. «Об истинном покаянии», 9 февр. 1623 (2-я книга в сборнике «Христософия, или Путь ко Христу»);
18. «De electione gratiae» / «Von der Gnaden-Wahl» / «О выборе милости», 1623;
19. «Mysterium Magnum» / «Erklärung über das erste Buch Mosis» / «Великое Таинство»; «Mysterium magnum или Комментарий на первую книгу Бытия», 1623;
20. «Tabulae principorium» / «Tafeln von den Dreyen Pricipien Göttlicher Offenbarung»; изд. 1730 Архивная копия от 27 мая 2015 на Wayback Machine; нем. текст, ч. 1 Архивная копия от 24 сентября 2015 на Wayback Machine, ч. 2 Архивная копия от 24 сентября 2015 на Wayback Machine / «Таблица основ (первопричин)», 1623 (часть книги «Clavis» / «Schlüssel» / «Ключ, или Объяснения»);
21. «О сверхчувственной жизни», 1623 (5-я книга в сборнике «Христософия, или Путь ко Христу»);
22. «Theoscopia» / «Die hochtheure Pforte Von Göttlicher Beschaulichkeit»; нем. текст Архивная копия от 24 сентября 2015 на Wayback Machine / «Теоскопия, или Драгоценные врата к божественному созерцанию», 1623 (7-я книга в сборнике «Христософия, или Путь ко Христу»);
23. «De testamentis Christi» / «Von Christi Testamenten» / «Два завещания Христа», 1623;
24. «Разговор просвещённой души с непросвещённой», 1624 (8-я книга в сборнике «Христософия, или Путь ко Христу»);
25. «Apologia contra Gregorium Richter» / «Schutz-Rede wider Richter» изд. 1682 Архивная копия от 27 мая 2015 на Wayback Machine / Против Грегора Рихтера, 1624;
26. «Quaestiones theosophicae» / «Betrachtung Göttlicher Offenbarung»; изд. 1730 Архивная копия от 27 мая 2015 на Wayback Machine / «177 теософических вопросов», 1624;
27. выдержки из «Великого Таинства», 1624 (будут изданы под названием «Clavis» / «Schlüssel, das ist Eine Erklärung der vornehmsten Puncten und Wörter, welche in diesen Schriften gebraucht werden»; изд. 1730 Архивная копия от 27 мая 2015 на Wayback Machine / «Ключ, или Объяснения»);
28. «О святой молитве», 1624 (3-я книга в сборнике «Христософия, или Путь ко Христу»);
29. «Божественные проявления трёх миров (таблица)», 1624;
30. «Ingleich Vom Irrtum der Secten Esaiä und Zechiel Meths», 1624;
31. «О Страшном суде» (1624, утеряно);
32. «Epistolae theosophicae» / «Theosophische Send-Briefe» / «Теософские послания» (корреспонденция), 1618—1624.

? Libellus apologeticus (Schriftliche Verantwortgung an E.E. RAth zu Görlitz)

### Издания
Латинский перевод труда «Psychologica vera» («Сорок вопросов о душе») был издан доктором Бальтазаром Вальтером (Амстердам, 1632); немецкий текст вышел там же в 1650 году.
Полное собрание сочинений Якоба Бёме издано Гихтелем (10 томов, 1682), Глюзингом (Johann Otto Glüsing; 1715), Юберфельдом (Johann Wilhelm Überfeld; 1730) и Шиблером (Karl Wilhelm Schiebler; Лейпциг, 1831—1847).

## Наследие
Якоб Бёме оказал значительное влияние на развитие философии. Преемственность и развитие его идей выразились в трудах таких философов и мыслителей как Христиан фон Розенрот (1636—1689), Иоганн Гаман (1730—1788), Франц Баадер (1765—1841), Гегель (1770—1831), Фридрих Шеллинг (1775—1854), Карл Эккартсгаузен (1752—1803) и др.
Продолжателями Бёме в мистическом смысле можно считать многочисленные сообщества, такие как Религиозное общество Друзей (Religious Society of Friends), Филадельфийское общество (англ. Philadelphians), сообщество Гихтеля, который был его учеником, розенкрейцеров XVII—XVIII веков (в России называвшихся мартинистами), мартинезистов, включая Сен-Мартена (1743—1803), первого переводчика трудов Якоба Бёме с немецкого на французский, а также многих представителей христианской теософии — Георга фон Веллинга (1652—1727), Пордедж (1607—1681), Гихтеля (1638—1710), Масона и Арндта.

### Наследие Бёме в России
Распространение идей Беме началось в России с приездом в Москву в апреле 1689 года Квирина Кульмана (род. 1651) — купеческого сына, лютеранина, поэта и богослова, считавшего себя учеником Бёме. Приезд был «с таким намерением, чтоб великим государем подать писма и книги печатные, какие наперед сего здесь, на Москве, не бывали и зело Московскому государству нужные». Проповеди Кульмана нашли быстрый отклик в Немецкой слободе и среди русского народа, но уже 26 апреля ему был учинён первый допрос за еретические речи и сочинения. 4 октября 1689 года он был сожжён в срубе на Красной площади вместе с письменными трудами, — по царскому указу царей-соправителей Петра I и Ивана V. Несмотря на это, сочинения Бёме разошлись в списках и имели хождение в народе вплоть до конца XIX века, распространяясь с заглавием «иже во святых отца нашего Иакова Бемена» или как «речи св. Бема».
Помимо догматических положений у Бёме встречается очень много молитв, и рукописные переводы конца XVII века содержали в себе именно молитвы, извлечённые из сочинений Бёме, и некоторые из этих молитв впоследствии были тайно напечатаны Н. И. Новиковым (1744—1818) для практического употребления в мистических обществах. В 1780-х годах сочинения Бёме пользовались в России огромной популярностью, переводились многими масонами и ещё больше переписывались.
Профессор И. Г. Шварц (1751—1784), имевший сильное влияние на образованных людей своего времени, положил идеи Бёме в основу своих лекций на дому, и эти же идеи проводил и в своей общественной деятельности. Лекции были напечатаны в журнале «Друг юношества» (1813, № 1).
Другим влиятельным распространителем идей Бёме был С. И. Гамалея (1743—1822), правитель канцелярии московского главнокомандующего. Из «Писем С. И. Гамалеи» (2-е изд. 3 ч., М., 1836—1839), которые он по разным случаям писал к многочисленным друзьям и почитателям своим, и которые пользовались таким уважением, что их называли «пастырскими посланиями», можно заключить, что он перевёл почти все сочинения Бёме, но переводы оставались в рукописях: из-за борьбы с масонством, начатой Екатериной II после французской революции, типографская компания Н. И. Новикова была закрыта. Некоторые книги всё же увидели свет, а остальные распространялись в среде масонов в рукописных списках. Впоследствии именно с такого списка, хранившегося в архивах русских масонов, была напечатана и издана книга Бёме «Истинная психология, или Сорок вопросов о душе».
Не меньшим уважением пользовался Якоб Бёме у русских мистиков начала XIX столетия, которые считали его одним из ангелов, описанных в Апокалипсисе. Тютчев считал Бёме одним «из величайших умов, которые когда-либо проходили земное поприще», и перевёл его четверостишие. Восторженно отзывался о Бёме и Александр Герцен в «Письмах об изучении природы» (1845). Особенно значительно влияние Бёме на развитие русской религиозной философии в лице таких её представителей, как Владимир Соловьёв (1853—1900), Семён Франк (1877—1950), Николай Бердяев (1874—1948). Немецкому мыслителю посвящены следующие работы Бердяева:
- Новая книга о Якове Беме Архивная копия от 24 мая 2015 на Wayback Machine// Путь. — 1926. — № 5. — С. 119—122
- Новая книга о Якове Беме Архивная копия от 25 мая 2015 на Wayback Machine// Путь. — 1929. — № 18. — С. 116—121
- Из этюдов о Я. Беме. Этюд I. Учение об Ungrund Архивная копия от 24 мая 2015 на Wayback Machine// Путь. — 1930. — № 20. — С. 47—79
- Из этюдов о Я. Беме. Этюд II. Учение о Софии и андрогине Я. Беме и русские софиологические течения. Архивная копия от 24 мая 2015 на Wayback Machine// Путь. — 1930. — № 21. — С. 34—62.
- Иван Фокин. Philosophus Teutonicus Якоб Бёме: возвещение и путь немецкого идеализма. / СПб.: Санкт-Петербургское общество Мартина Лютера, издательство "Умозрение", 2019. X + 646 с. ISBN 978-5-9906730-9-0

### Русские переводы
Первые изданные в России переводы Бёме:
- «Форма исповедания, взятая из творений Якова Бема, перев. с немец.» (М., без обозначения года, конец XVIII века)
- «Christosophia или Путь ко Христу, в девяти книгах, творение Иакова Бема, прозванного тевтоническим философом» (Спб., 1815). Это перевод заграничного сборника, составленного из девяти отдельных сочинений Бёме. К русскому переводу приложены четыре символические картины, заимствованные из издания Гихтеля (Амстердам, 1682), и присоединено предисловие издателя, в котором содержится детальная биография Бёме, хронологический перечень всех его сочинений и сведения о всех переводах его сочинений, сделанных до того времени на разные иностранные языки. Предисловие подписано буквами У. М. — привычным шифром А. Ф. Лабзина, который и был переводчиком этой книги.

Кроме того, в различных сборниках философско-мистических сочинений, во множестве издававшихся в конце XIX и начале XX столетий, встречаются отдельные сочинения Бёме, по-видимому из запаса вышеуказанных старинных переводов:
- в сборнике «Избранное чтение для любителей истинной философии» (6 ч., Спб., 1819—1820; гугл-скан) во втором томе помещено сочинение Бёме «О покаянии»;
- статья «Русские переводы Якова Бема» («Библиографические записки», 1858, стр. 129 и сл.) описывает рукописный сборник афоризмов Бёме издания 1794 года, озаглавленный «Серафимский цветник, или духовный экстракт из всех писаний Иакова Бема, собранный в весьма полезную ручную книжку, могущую в рассуждении великого таинства в завете соединения души с Богом возжигать сердце и ум к молитве, воздыханию, благоговению и возбуждать к горячности посредством непрестанного воспоминания, поощрения и упражнения в новом рождении».
- Аврора, или Утренняя заря в восхождении / лат. Aurora (нем. Die Morgenröte im Aufgang), 1612
  - Aurora, или Утренняя заря въ восхожденіи. Перевод немецкого текста издания 1730 года Алексея С. Петровского. — Москва: «Мусагетъ», 1914
  - Репринтное переиздание издательства «Мусагетъ», перевод А. Петровского, 1914. — М. : Политиздат, 1990. 413 с., ISBN 5-250-01458-5
  - Аврора, или Утренняя заря в восхождении. Перевод А. Петровского, 1914. — СПб.: Амфора, 2008. ISBN 978-5-367-00730-5[22]
  - Пер. с нем. А. С. Петровского, 1914. — Санкт-Петербург : Вита-Нова, 2012. — 493 с. — ISBN 978-5-93898-389-2
- О трёх принципах / De tribus principiis (Beschreibung der Drey Göttliches Wesens), 1619
  - О Трёх Божественных Принципах. Пер. с нем. — Киев: ИП Береза, 2012. — 368 с. Серия «A terra ad solem»
- О тройственной жизни человека / De triplici vita hominis (Von dem Dreyfachen Leben des Menschen), 1620
  - О тройственной жизни человека. Пер. с нем. Ивана Фокина — СПб.: Издательский дом «Миръ», 2007. ISBN 978-5-98846-019-0
  - О тройственной жизни человека. Пер. с нем. Ивана Фокина — Уфа: ARC, 2011. ISBN 978-5-905551-01-7
- О вочеловечении Иисуса Христа / De incarnatione Verbi (Von der Menschwerdung Jesu Christi), 1620
  - De incarnatione Verbi, или О вочеловечении Иисуса Христа. Перевод Кристины Коваленко и Сергея Шаулова. — Уфа: ARC, 2014, ISBN 978-5-98846-111-1
- Истинная психология, или Сорок вопросов о душе / Psychologica vera (Vierzig Fragen von der Seelen), 1620
  - Истинная психология, или Сорок вопросов о душе. — СПб.: Оранта-пресс, Алетейя, 1999
  - Истинная психология, или Сорок вопросов о душе. — М.: «София», 2004
- О рождении и обозначении всех сущностей / De signatura rerum (Von der Geburt und der Bezeichnung aller Wesen), 1622[23]
- De signatura rerum, или О рождении и обозначении всех сущностей / Якоб Бёме; [перевод. с нем., вступит. статья, комментарии и примечания С. М. Шаулов]. — Уфа : ARC, 2020. — XXXVI + 324 с. : ил. ISBN 978-5-903633-67-8
  - О рождении и обозначении всех существ[24] .
- О Таинстве Духа / Vom Geheimnis des Geistes
  - Теософия [Сборник отрывков из различных сочинений Я. Бёме.  Пер., вступ. ст., примеч. С. В. Волжин; науч. ред. И. Л. Фокин]. — СПб.: Санкт-Петербургское философское общество, 2000. — 76 с.; — Пер. вид. : Vom Geheimnis des Geistes / Jacob Bohme. — Stuttgart. — ISBN 5-93597-017-1
- Ключ / Clavis (Schlüssel, das ist Eine Erklärung der vornehmsten Puncten und Wörter, welche in diesen Schriften gebraucht werden), 1624
  - Ключ. — СПб.: «Азбука», 2001 (Дионисий Фрейер, Якоб Беме, Джон Ди «Герметическая космогония»), ISBN 5-267-00512-6
- Великая тайна, или Изъяснение первой книги Моисея / Mysterium Magnum (Erklärung über das erste Buch Mosis), 1623
  - Mysterium magnum, или Великое Таинство (глл. 1-7) / Пер. с нем. Ивана Фокина // Фокин И. Л. Philosophus teutonicus. Якоб Бёме: возвещение и путь немецкого идеализма. — СПб.: Изд-во Политехнического ун-та, 2014. — С. 403—440. ISBN 978-5-7422-4563-6
- Об избрании по благодати / De electione gratiae (Von der Gnaden-Wahl), 1623
  - О выборе по благодати[25]
- Что такое христианин? (1623) / ?
  - Что такое христианин? (1623) / Перевод с нем. неизвестного переводчика XIX в., под новой редакцией Ивана Фокина (СПб., 2001) / См.: Лютер, Мартин. О свободе христианина. [Сборник]. Уфа: ARC, 2013. С. 157—177. ISBN 978-5-905551-05-5
  - Что такое христианин? (1623) / Перевод с нем. неизвестного переводчика XIX в., под новой редакцией Ивана Фокина (СПб., 2001). — СПб: Санкт-Петербургское общество Мартина Лютера, Умозрение, 2021. ISBN 978-5-6041974-7-9
- Christosophia, или Путь ко Христу / Christosophia (der Weg zu Christo), 1622/1624
  - Christosophia, или Путь ко Христу. — Переиздание перевода Александра Лабзина: СПб., 1815. — СПб: Амфора, 1994, ISBN 5-85962-009-8

## О Якобе Бёме

### Биографии XVII века
- Барон Абрахам фон Франкенбург (1593—1652), «О жизни и смерти Якоба Бёме» — биографическое сочинение бывшего соседа и друга Бёме (в 1623—1624 годах), напечатанное в немецком издании полного собрания сочинений Бёме (1715) в качестве предисловия.
- Корнелиус Вайснер (нем. Cornelius Weißner, или Weissner), «Wahrhaftige Relation» («фр. Relation véritable faite par Corneille Weissner, docteur en médicine, de la douceur, de l'humilité et d l'amabilité de Jacob Bœhme, et de l'examen qu'il a subi á Dresde, en présence de S. A. Electorale et de huit principaux professeurs»; ок. 1658)[26][27] — подробное описание взаимоотношений Бёме и гёрлицкого обер-пастора Грегора Рихтера, а также посещения Якобом Бёме Дрезденского двора саксонского курфюрста (май 1624), где сапожника экзаменовали многочисленные доктора, математики и астрологи. Корнелиус Вайснер был доктором медицины и наставником детей сеньора фон Швайдница[28], именовавшегося Бальтазаром Тилькеном[29]. Лично с Якобом Бёме он встретился лишь один раз (в июле 1618, в Лаубене[30]), после чего Вайснер стал убеждённым последователем учения Бёме.